# Henri de Chabot
Pour les articles homonymes, voir Chabot.
Pour les autres membres de la famille, voir Famille Chabot.
Henri Chabot ou de Chabot, seigneur de Saint-Aulaye puis duc de Rohan (en 1648) (né vers 1615, † 27 février 1655), est un gentilhomme et aristocrate français du XVIIe siècle. Issu de la Famille Chabot, du Poitou, il épousa l'héritière du 1er duc de Rohan de la maison de Rohan et fut le fondateur de la maison de Rohan-Chabot.

## Biographie

### Origines
Membre de la famille Chabot originaire du Poitou, Henri Chabot est le fils de Charles Chabot, seigneur de Saint-Aulaye, et d'Henriette de Lur, fille de Michel de Lur (v. 1545 - ?) et de Marie Raguier d'Esternay (v. 1550 - ?), fille de Jean Raguier baron d'Esternay et de Marie de Béthune. Michel de Lur, Gentilhomme de la chambre du Roi, fils de Bertrand de Lur et de Jeanne de Cardaillac. 
Il est aussi le petit-fils de Léonor Chabot de Jarnac (1541-1605) chevalier, baron de Jarnac, seigneur de Saint-Gelais, de Saint-Aulaye et de Montlieu, gentilhomme de la chambre du roi ; et il est l'arrière-petit-fils de Guy Ier Chabot (1514-06/08/1584), baron de Jarnac, seigneur de Saint-Gelais, de Montlieu et de Saint-Aulaye, gentilhomme ordinaire de la chambre du roi, chevalier de l'ordre de Saint-Michel, sénéchal du Périgord, maire perpétuel de Bordeaux, gouverneur de La Rochelle et du pays d'Aunis, sénéchal du Périgord.

### Auteur de la maison de Rohan-Chabot
Arrière-petit-fils de Guy Chabot, baron de Jarnac (auteur de la fameuse botte dite « coup de Jarnac »), Henri de Chabot est un gentilhomme catholique qui fonde la branche de Rohan-Chabot en épousant Marguerite de Rohan (1617-1684), seule survivante des huit enfants de Henri II de Rohan (1579-1638), protestant, premier duc de Rohan, " prince de Léon ", pair de France, et de Marguerite de Béthune (1595-1660).
Henri Chabot et Marguerite de Rohan sont cousins au quatrième degré par Jean IV de Béthune († 1568) et Anne de Melun de Gand († 1540), qui sont leurs arrière-arrière-grands-parents.
Les prétendants de Marguerite étaient nombreux, ce qui peut s'expliquer par ce qu'en écrit Saint-Simon : « la plus grande héritière qui fut dans le royaume ». Cependant, la demoiselle fit un mariage d'inclination : bien que huguenote, elle arrêta son choix sur Henri Chabot, professant la religion catholique. Le roi permit cette union (célébrée en 1645) à la condition que les enfants soient élevés dans la religion catholique.
Les titres et possessions d'Henri de Rohan passèrent à Henri Chabot et il fut créé duc de Rohan et pair de France en 1648 et devint premier baron de la noblesse et président-né des États de Bretagne. Il reçut en outre le gouvernement d'Anjou. Pris dans le parti des Frondeurs, il ne s'opiniâtre pas et rend Angers aux troupes du roi à la fin février 1652.
Malgré l'opposition de ses cousins Rohan de la branche cadette de Guémené (non moins illustre), Marguerite de Rohan et Henri Chabot obtinrent du roi que leurs enfants prennent le nom de Rohan-Chabot.
Les deux époux habitaient Paris, dans leur hôtel de la rue du Temple. Henri Chabot meurt au château de Chanteloup, près de Chartres, le 27 février 1655. Des restes de son tombeau, sculpté par François Anguier, qui se trouvait au couvent des Célestins de Paris, sont conservés au musée du Louvre.

### Famille et descendance
De son mariage avec Marguerite de Rohan, il eut :
- X de Rohan-Chabot (1646-1646), dit « le Chevalier Chabot » ;
- Marguerite Gabrielle Charlotte de Rohan-Chabot (????-17/06/1720), qui épousa en 1662 Malo, marquis de Coëtquen, dont descendance ;
- Anne Julie de Rohan-Chabot (1648-04/02/1709), princesse de Soubise, qui épousa (17/04/1663) François de Rohan, dont descendance (elle sera aussi la maîtresse de Louis XIV) ;
- Gillone de Rohan-Chabot, morte jeune ;
- Louis de Rohan-Chabot (03/11/1652 à Paris - 17/08/1727 à Paris, duc de Rohan, prince de Léon, qui épousa (28/08/1678 à Saint-Cloud) Marie-Élisabeth Catherine du Bec-Crespin de Grimaldi, dont descendance ;
- Jeanne Pélagie de Rohan-Chabot (1651-18/08/1698 à Versailles), qui épousa Alexandre Guillaume de Melun, prince d'Épinoy, dont descendance : elle fut la grand-mère d'Anne-Julie-Adélaïde de Melun, princesse de Soubise, qui épousa Jules de Rohan, un des petits-fils de sa sœur Anne.

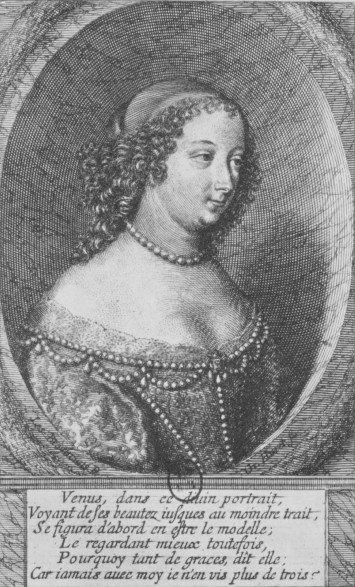
Marguerite de Rohan (1617-09/04/1684 à Paris), duchesse de Rohan et Frontenay, princesse de Léon, comtesse de Porhoët, marquise de Blain et de La Garnache, dame des Lorges, son épouse.
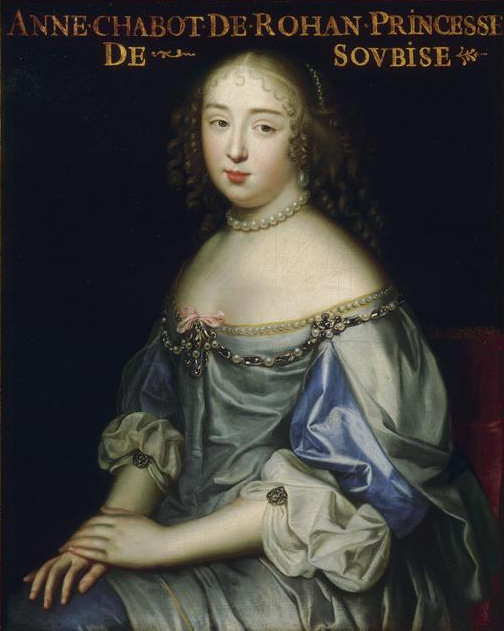
Anne Julie de Rohan-Chabot (1648-04/02/1709 à Paris), princesse de Soubise, sa fille.
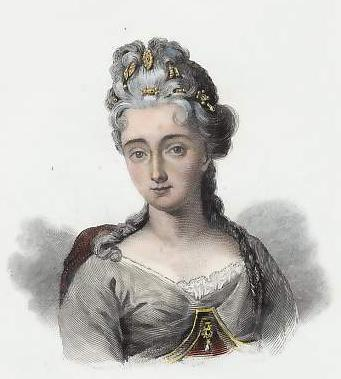
Jeanne Pélagie de Rohan-Chabot (1659-18/08/1698 à Versailles), sa fille.

## Armoiries
| Blason | Blasonnement : D'or à trois chabots de gueules. |

puis
| Blason | Blasonnement : Écartelé : de gueules à neuf macles d'or (qui est de Rohan), et d'or à trois chabots de gueules (qui est Chabot). |